# アパレルデザイナー
『アパレルデザイナー』は、2020年1月10日に公開された日本映画。監督は中島良、主演は『修羅場の人間学』以来26年ぶりの映画主演となる高嶋政伸。経営危機に陥ったアパレルメーカー「HIRAKATA」を立て直すべく、かつて勤務したのちに独立したファッションデザイナーが新規ブランドを立ち上げて奮闘するさまを描く。

## キャスト
- 藤村雄二：高嶋政伸 - デザイナー
- 加世田京子：堀田茜[2] - パタンナー
- 岸本ゆり子：西村美柚 - 靴職人
- 吉野清太：飯島寛騎[2] - アシスタント
- 黒田：的場まりん - アパレル会社「HIRAKATA」社員
- 桜井彩：那須沙綾 - アパレル会社「HIRAKATA」社員
- 山居：高尾勇次 - アパレル会社「HIRAKATA」社員
- 平方祐輔：前川泰之 - アパレル会社「HIRAKATA」専務、圭祐の弟
- 加藤：生田智子 - ファッション誌編集長
- 片岡：高島礼子（特別出演） - プレス
- 平方圭佑：西村まさ彦 - アパレル会社「HIRAKATA」社長
- ゆり子の父：河野洋一郎 - 京都の呉服屋
- りんこ：福村あけみ - ウォーキングトレーナー
- ファシションショー歌手：TiA

## スタッフ
- 監督：中島良
- 脚本：川口清人、山崎佐保子
- 製作総指揮・企画：瀧田和起
- プロデューサー：井口喜一、坂野達哉
- 共同プロデューサー：清水雅哉
- 撮影：明田川大介
- 照明：高橋智也
- 録音：関根光晶
- 装飾：津留啓亮
- 衣装：ヤマダタカノブ
- ヘアメイク：Ryo
- 編集：稲生太郎
- 音響効果：壁谷貴弘、寺岡基臣
- 主題歌：SORA 「Destiny」
- 挿入歌：TiA 「Fly away」
- 音楽プロデューサー：照屋宗夫
- VFXスーパーバイザー：鹿角剛
- スクリプター：木下真理子
- キャスティング：山口正志
- 助監督：保坂克己
- 制作担当：松原剛
- 配給：BS-TBS
- 製作：「アパレルデザイナー」製作委員会